# Karsai Sándor
Karsai Albert, születési és 1881-ig használt nevén Karpeles Albert (Pest, 1868. március 8. – Budapest, 1926. október 14.) jogász, miniszteri tanácsos.

## Élete
Karsai (Karpeles) Albert (1833–1896) földbirtokos, törvényhatósági bizottsági tag és Maerle Irma gyermekeként született izraelita családban, de később apja tudta nélkül kitért az unitárius hitre. Középiskolai tanulmányait követően németországi egyetemeken tanult, és a Heidelbergi Egyetemen jogi doktori oklevelet szerzett. 1892-ben az Atzél Béla báróval vívott pisztolypárbajban súlyosan megsérült, de szerencsésen felépült. Ugyanezen évben kinevezték a belügyminisztériumba, ahol a gyermekvédelmi osztályon dolgozott. Kezdeményezésére alakult meg 1906-ban, Edelsheim-Gyulai Lipót gróf elnöklete alatt az Országos Gyermekvédő Liga, melynek igazgatója lett. Ő honosította meg Magyarországon a gyermeknap intézményét. Számos cikke jelent meg folyóiratokban és napilapokban. Halálát szívbénulás okozta.
A budapesti Farkasréti temetőben helyezték végső nyugalomra a főváros által adományozott díszsírhelyen. A szertartást Józan Miklós végezte.

## Családja
Felesége Szántó Ilona volt, aki Karsai halála után Sipőcz Jenő budapesti főpolgármester házastársa lett.
Gyermeke
- Karsai Erzsébet (1905–?). Férje Meleghy Gyula Miklós főmérnök. Elváltak.

Testvérei
- Karsai Margit (1869–?). Férje Blum Mór.
- Karsai Zsuzsanna (1870–1945). Férje Schey Pál (1863–?) cs. és kir. huszárfőhadnagy.
- Karsai Olga (1872–?)
- Karsai Irén (1873–1965). Férje Pásztor Illés (1866–?) gazdász.

## Művei
- Az elhagyott gyermekek védelme (Budapest, 1903)
- A gyermeknap (Budapest, 1905)
- Községi gyermekvédelem (Budapest, 1910)